# Tellement beau
Pour plus de détails, voir Fiche technique et Distribution.
Tellement beau (Sul più bello) est un film italien réalisé par Alice Filippi, sorti en 2020, d'après le roman éponyme de Eleonora Gaggero (qui y tient le rôle de Béatrice).
Le film, disponible sur Prime Video à partir du 8 janvier 2021, est distribué par Netflix pour une sortie internationale depuis le 18 août 2021.
Deux suites, Encore plus beau (it) et Toujours plus beau (it), sont sorties en 2021.

## Synopsis
Marta, une jeune turinoise, n’attire pas les garçons, mais elle n'en fait pas tout un plat, même si, enfant, elle s’organisait des mariages avec des sex-symbols comme Zac Efron ou David Beckham. Elle est orpheline et a pour seule vraie famille deux amis, Federica et Jacopo, tous deux homosexuels, mais ce n'est pas non plus un problème pour elle. Son seul véritable problème est la maladie héréditaire génétique dont elle souffre, la mucoviscidose, et qui risque de la tuer prochainement, car aucun traitement ne semble lui réussir.
Mais elle ne perd pas courage : elle va vivre avec ses amis dans l’appartement qu'elle a hérité de ses parents, elle est heureuse de son emploi d'annonceuse de promotions dans un supermarché, elle est encouragée par son médecin à poursuivre un objectif pour ne pas sentir que son temps est en train de passer. Or elle est traînée à une fête par ses amis (qui, entre-temps, ont décidé de faire un bébé ensemble — malgré leur orientation sexuelle) : elle y a le béguin pour un certain Arturo, un beau garçon qu'elle ne peut se sortir de la tête.
Dès le lendemain, Marta suit Arturo partout : au club de rame qu'il fréquente, à l'université, dans le quartier où il fait son jogging. Elle croit qu'il ne l'a pas remarquée, mais elle se trompe : il se retourne vers elle irrité et lui demande pourquoi elle le suit. Elle hésite puis lui demande de l'inviter à dîner. Contre toute attente, il accepte. Mais lorsque Marta se présente chez lui, elle découvre qu’il l'a invitée pour un dîner avec toute sa famille. Agacée, elle égrène des détails de leur rencontre et de sa vie, sans toutefois mentionner sa maladie, puis s'en va.
Arturo se sent coupable, et le lendemain, il vient lui proposer un vrai rendez-vous, dans un restaurant chic et végan qu’aime sa famille. Marta n’est pas enthousiaste et échange ce lieu chicos pour des en-cas dans le supermarché où elle travaille. Arturo, peu à peu séduit par Marta, la raccompagne et ils passent la nuit ensemble.
Le lendemain, Arturo, après avoir entendu sa mère le critiquer pour avoir ramené une fille comme Marta à la maison, n'a plus de doutes et décide d'inviter Marta à un autre rendez-vous. Ils sont manifestement amoureux, mais elle n'a pas le courage de révéler sa maladie à Arturo, comme Federica et Jacopo le lui conseillent. Arturo, ne pouvant se douter que les milieux humides la mettent en danger, l'invite à une promenade en gondole, et il lui dit qu’il l’aime. Mais Marta se trouve mal, d’autant que, paniquée, elle tombe à l’eau.
Elle s'enfuit, et elle est bientôt hospitalisée dans un état critique. Marta, qui refuse catégoriquement de dire la vérité à Arturo, le quitte en prétendant ne pas l’aimer. Son médecin l'informe alors que la soirée catastrophique a accéléré le processus et qu'il lui reste très peu de temps à vivre.
Arturo la cherche vainement. Il se dispute avec sa mère, mais comprend alors qu’il se méprenait sur son opposition à Marta : elle le trouvait irresponsable parce qu'elle pensait qu'il menait Marta en bateau, et lui apprend au contraire qu’elle a tenu tête à son propre père opposé à son mariage. Arturo cherche désespérément Marta et celle-ci comprend qu’il l’aime vraiment. Elle se décide enfin à lui dire qu’elle est condamnée. Il est dévasté, mais tous deux choisissent de vivre pleinement le temps qu’il leur reste. Jusqu’à ce qu’Arturo apprenne l’expérimentation d’une trithérapie augmentant de 19 % les chances de survie avec cette maladie. « 19 % ? répond Marta : c’est le double de chances qu’avait une fille comme moi de rencontrer un garçon comme toi ! »

## Fiche technique
- Titre : Sul più bello
- Titre anglais : Out of My League
- Réalisation : Alice Filippi[1]
- Scénario :
  - Roberto Proia
  - Michela Straniero
- Direction artistique : Luciana Pandolfelli
- Décors : Luciana Pandolfelli
- Costumes : Cristina Audisio
- Musique : Marco Cascone
- Production : Roberto Proia
- Société(s) de production : Eagle Pictures
- Société(s) de distribution : Eagle Pictures, Netflix
- Pays d'origine :  Italie
- Langue originale : italien
- Format : couleur
- Genre : Comédie dramatique et romance
- Durée : 91 minutes[2]
- Dates de sortie :
  -  Italie : 21 octobre 2020[5]
  -  Monde : 18 août 2021[6]

## Distribution
- Ludovica Francesconi (it) (VF : Lila Lacombe) : Marta
- Giuseppe Maggio (VF : Juan Llorca) : Arturo Selva
- Jozef Gjura (it) (VF : Hervé Rey) : Jacopo
- Gaja Masciale (VF : Lou Viguier) : Federica
- Eleonora Gaggero (VF : Chloé Renaud) : Beatrice
- Michele Franco : Maitre
- Franco Ravera : le directeur Morana
- Elisabetta Coraini (it) : la mère de Jacopo
- Edoardo Rossi : Marcello, le père de Beatrice
- Gianni Bissaca (it) (VF : Jean-Pierre Leroux) : le médecin
- Elia Tedesco : Vittorio
- Riccardo Niceforo : Giacomo

 Source et légende : version française (VF) sur RS Doublage.